# Resident Evil Zero
Resident Evil Zero, in Japan als Biohazard 0 (jap. バイオハザード0, trans. Baiohazādo 0) bekannt, ist der fünfte Teil der gleichnamigen Videospielreihe. Das Spiel ist wie seine Vorgänger dem Survival-Horror-Genre zuordenbar. Zero erschien erstmals 2002 für Nintendo GameCube, 2008 folgte eine Umsetzung für Wii und 2016 folgte ein HD-Remaster für PlayStation 3, PlayStation 4, Xbox 360, Xbox One und PC. Im Mai 2019 wurde eine Version für Nintendo Switch veröffentlicht.

## Handlung
Resident Evil Zero spielt zeitlich vor dem ersten Teil. Das Bravo-Team des Spezialkommandos S.T.A.R.S. wurde zur Aufklärung der bizarren Morde im Raccoon Forest entsandt, doch bei ihrer Ankunft stürzt der Einsatzhubschrauber ab. Die Besatzung überlebt den Unfall, verliert aber die komplette Ausrüstung. Beim Sichern des Geländes stößt das Team auf einen Gefangenentransporter und die Leichen ermordeter Soldaten. Nur vom Sträfling und Exmarine Billy Coen, der sich ebenfalls im Wagen befinden sollte und auf dem Weg zu seiner Hinrichtung wegen mehrfachen Mordes war, gibt es keine Spur. In der Rolle von Rebecca Chambers, einer 18-jährigen S.T.A.R.S.-Rekrutin, begibt sich der Spieler auf die Suche nach dem Flüchtigen. In einem nahe stehenden Zug wird sie fündig. Doch der Zug fährt plötzlich los und beide müssen sich gegen Zombies verteidigen. Um zu überleben, beschließen die beiden zusammenzuarbeiten. Im weiteren Verlauf müssen sie sich gegen allerlei mutierte Ungeheuer verteidigen. Dabei begegnen sie einem Riesenskorpion, einem Riesentausendfüßler, einer Riesenfledermaus sowie immer wieder auftauchenden, mit dem T-Virus modifizierten Egeln, welche das Aussehen von Dr. James Marcus, einem der Gründer von Umbrella, nachahmen. Marcus selbst hatte die Egel vor vielen Jahren gezüchtet, bevor er von Albert Wesker im Auftrag von Ozwell E. Spencer, der ebenfalls an der Gründung von Umbrella beteiligt war, ermordet wurde. Als junger Mann ist Marcus nun mit Hilfe seiner Egel zurückgekehrt und sinnt auf Rache. Rebecca und Billy können Marcus und seine Egel, die über eine kollektive Intelligenz verfügen und sich am Ende zu einer riesen Kreatur, der Egelkönigin, zusammenschließen, schließlich besiegen.
Am Ende lässt Rebecca den, wie sich während des Spiels herausstellt, zu Unrecht für ein Massaker an den Einwohnern eines Dorfes während eines gescheiterten Einsatzes verurteilten Billy entkommen und berichtet ihren Vorgesetzten, dass er während der Ereignisse getötet worden sei.

## Charaktere
Wie schon bei Resident Evil 3 Nemesis und Resident Evil Code Veronica ist es nicht möglich, zu Beginn zwischen verschiedenen spielbaren Personen zu wählen. Sobald allerdings die Protagonisten aufeinander treffen, kann man jederzeit zu der anderen Spielperson wechseln. Es gibt auch Abschnitte, die nur mit einer bestimmten Person abgeschlossen werden müssen.
Spielbare Charaktere
- Rebecca Chambers: Das neueste Mitglied des S.T.A.R.S.-(Special Tactics And Rescue Service/Squad)-Team Bravo. Eine äußerst intelligente Frau, die ihr Universitätsstudium bereits im Alter von 18 abschloss. Durch ihre überragende Kenntnisse in Bereichen Chemie und Biologie wurde sie trotz ihres jungen Alters als Sanitäterin ins Team der Elitegruppe aufgenommen.

- Billy Coen: Der ehemalige Marine wurde aufgrund von Indizienbeweisen für den Mord an 23 Menschen zum Tode verurteilt. Auf dem Weg zu seiner Hinrichtung verunglückte der Gefangenentransporter, sodass Billy fliehen konnte. Billy scheint auf den ersten Blick ein rauer Bursche ohne Gefühle zu sein. Erst im Laufe des Abenteuers zeigt er sein wahres Gesicht. Auf seiner Flucht trifft er auf Rebecca, daraus entwickelt sich eine Freundschaft mit unbestimmtem Ende.

Nebencharaktere
- Albert Wesker: Wesker ist Leiter der S.T.A.R.S. und zugleich Truppenleiter des Alphateams. Er ist ein Spezialist der Biotechnik und ehemaliger technische Offizier der Armee. Er hat schon viele schwierige Fälle gelöst. Während der Geschehnisse in Resident Evil Zero wirft seine Rolle eher Fragen auf als dass sie sie beantwortet. Auf welche Seite steht der coole Cop mit der Sonnenbrille wirklich?

- Wiliam Birkin: Er ist ein hervorragender Wissenschaftler der Umbrella-Corporation und war einer der beiden Forscher, die direkt an James Markus berichten durften. Nach dessen Verschwinden wurde ihm von Umbrella befohlen, die Forschung seines Vorgesetzten fortzuführen. Für Birkin ging damit ein Traum in Erfüllung. Später wird er den G-Virus entwickeln.

- Enrico Marini: Der stellvertretende Leiter der S.T.A.R.S. ist auch Truppenleiter des Bravoteams. Er hat bereits zahlreiche Einsätze erfolgreich geleitet und genießt daher das volle Vertrauen seiner Kameraden. Enrico ist ein Spezialist der Überlebenstechnik und seine Erfahrungen sind von unschätzbar für die Dienste der S.T.A.R.S.

- Richard Aiken: Richard ist ein Kommunikationsspezialist, deshalb ist er der Funker des Bravoteam. Obwohl er Spezialausbildung und harten Kampftraining durchlaufen hat, lassen sein Kampffertigkeiten zu wünschen übrig. Dennoch haben sich seine Dienste stets als sehr wertvoll erwiesen. Aiken ist sehr beliebt bei seinen Kameraden.

- Kenneth J. Sullivan: Sullivan ist das älteste Mitglied in gesamten Team, das noch aktiv auf dem Feld unterwegs ist. Er besitzt einen Doktortitel in Chemie. Sein Fachgebiet ist die Abwehr von chemischen und biologischen Waffen. Dank seiner langjährigen Erfahrung wird er von Enrico Marini geschätzt und geachtet.

- Forest Spyer: Eng mit Chris und Joseph Frost aus dem Alphateam befreundet. Gehen die drei auf Tour ist keine Bar vor ihnen sicher. Spyer wird als Scharfschütze eingesetzt. Sein Zielvermögen und Treffsicherheit sind einzigartig. Einzig und allein kann Chris ihm die Stirn bieten.

- Edward Dewey: Mit 1,93 m ist er der längste im Team und der Hubschrauberpilot. Er kann jedoch auch hervorragen mit Waffen umgehen und ist für jede denkbare Aufgabe einsetzbar. Nach der Notlandung im Wald bemüht er sich in der Nähe von Rebecca zu bleiben. Denn es ist seine geheime Aufgabe, die Sänitäter bei ihrer ersten Mission zu unterstützen.

- Kevin Dooley: Ein Pilot der Polizei von Raccoon City. Kevin war zwar kein Mitglied der S.T.A.R.S., doch auf Anweisung seines Vorgesetzten nahm er am Einsatz des Bravoteams teil. Dank der geheimen Aufgabe von Edward, besetzte er die Position des verantwortlichen Piloten. Während die S.T.A.R.S.-Mitglieder den Wald untersuchten wartet er allein im Hubschrauber auf das Alphateam.

- James Markus: Vom Gründer des Umbrella Konzern Oswell E. Spencer zum ersten Leiter ernannt. Markus war ein genialer Wissenschaftler, der sich seinen Forschungen voll und ganz hingab. Von Spencer wurde er beauftragt den T-Virus zu erforschen. Während dieser Forschung entstand der Progenitor Virus, den James wie sein eigenes Kind liebte. Er war auch einer der wenigen Umbrella-Mitarbeiter die für Menschenversuche stimmten.

- Geheimnisvoller Mann: Ein mysteriöser schöner junger Mann, der irgendwie mit dem Fall zusammenhängt. Nichts ist über ihn bekannt, außer, dass es eine Verbindung zwischen ihm und den Blutegeln gibt, die den Zug überfallen haben.

## Spielprinzip und Technik
Wie schon der Vorgänger bedient sich das Spiel des klassischen Resident-Evil-Spielprinzips aus vorberechneten Hintergründen, einer dynamischen 3rd-Person-Perspektive und der typischen „Panzersteuerung“, wobei auch eine neue, leicht veränderte Variante von dieser gewählt werden kann. Zentrales Feature des Spiels ist das sogenannte „Partner Zapping System“, wobei der Spieler zu fast jeder Zeit zwischen Rebecca und Billy wechseln kann, was teilweise für den Weiterverlauf des Spieles auch erforderlich ist. Erstmals in der Serie verzichtete man in diesem Teil auf die Aufbewahrungsboxen, in denen die Gegenstände gelagert werden konnten. Stattdessen können die Gegenstände überall abgelegt und später wieder aufgesammelt werden. Der jeweilige Aufbewahrungsort wird auf der Karte markiert, um eine Übersicht zu gewährleisten. Gespeichert wird das Spiel an den bekannten Schreibmaschinen, wofür jeweils ein Farbband gebraucht wird. Automatische Speicherpunkte gibt es, wie in den bisherigen Teilen auch, nicht.

## Fakten
Ursprünglich plante Capcom nach Veröffentlichung des zweiten Teils, dieses Prequel exklusiv auf dem Nintendo 64 als 512-Mbit-Modul zu veröffentlichen. Da aber die geringe Verbreitung des Nintendo 64 die hohen Modulkosten nicht eingespielt hätten, wurde das Projekt eingestellt. Durch den Wechsel Nintendos von Modulen auf Mini-DVDs hat Capcom das Projekt wieder aus der Schublade geholt und es mit einer stark überarbeiteten Grafik auf dem GameCube umgesetzt. Der Detailgrad der einzelnen Renderszenarien hat dabei im Vergleich zum GameCube-Remake des ersten Teils nochmals angezogen, was für eine etwas ausgefeiltere Optik sorgt.

## Neuauflagen
2008 veröffentlichte Capcom die Wii-Version in Japan; in Europa erschien diese unter dem Titel Resident Evil Archives: Resident Evil Zero am 22. Januar 2010.
2016 veröffentlichte Capcom das Spiel als HD-Remaster für PlayStation 3, PlayStation 4, Xbox 360, Xbox One und PC am 19. Januar als Downloadversion. Diese Version verfügt über eine erhöhte Auflösung von 1080p, ein angepasstes, optional auswählbares dynamisches 16:9 Breitbildformat sowie zwei neue Spielmodi namens "Leech Hunter", wobei Egel gesammelt werden müssen, und den "Wesker Modus", bei dem das Hauptspiel erneut gespielt wird, diesmal jedoch mit dem Schurken Albert Wesker, der zudem über eine verheerende Spezialattacke verfügt. Die beiden Modi sind nach dem ersten Durchspielen verfügbar, außerdem stehen neue Kostüme für die beiden Hauptcharaktere als Download im PlayStation Store bzw. Xbox Store bereit.
Die Discversion wurde am 22. Januar zusammen mit dem ersten Resident Evil HD Remaster unter dem Namen Resident Evil: Origins Collection veröffentlicht, allerdings nur für PC, PlayStation 4 und Xbox One. Für PlayStation 3 wurde das Spiel (ebenso wie der erste Teil) einzeln nur in Japan als Retailfassung veröffentlicht, hier allerdings mit allen zusätzlichen Inhalten der europäischen Digital Deluxe Edition. Diese Version besitzt keinen Regionalcode und verfügt über deutsche Bildschirmtexte sowie die originale, englische Sprachausgabe und kann somit auch auf deutschen Konsolen gespielt werden.